# Hermann Wesselink College
Het Hermann Wesselink College (HWC) is een Nederlandse protestants-christelijke school voor voortgezet onderwijs aan de Startbaan in Amstelveen. Het bevat de richtingen Tweetalig onderwijs, Gymnasium, vwo (Atheneum), havo en vmbo-t.
Inschrijving van leerlingen aldaar loopt volgens de afspraken uit de Kernprocedure Amstelland.

## Geschiedenis
De Amstelveense school werd opgericht in 1963 op de Kastanjelaan. De school, tot dan toe het Christelijk Lyceum Amstelveen, is op initiatief van de leerlingen vernoemd naar Hermann Wesselink, die van 1963 tot zijn plotselinge overlijden in 1971 de eerste rector van de school was.
De school verhuisde in 1978 naar Startbaan 3. In hetzelfde jaar vond een fusie plaats met de Keulemans mavo; vanaf die tijd is het HWC een school voor mavo, havo en atheneum en gymnasium.
In de periode 2019-2020 werd naast de toen verouderde pand een nieuwe school gebouwd. Dit gebouw bevat voor die tijd bouwtechnieken die pasten bij het toen moderne onderwijs.

## Cedergroep
Het Hermann Wesselink College maakt samen met nog vijf andere scholen onderdeel uit van de Cedergroep, een stichting die voortgezet onderwijs op christelijke grondslag verzorgt. De zes scholen werken samen op het gebied van organisatie, financiën en personeel.
De overige scholen die tot de Cedergroep behoren zijn:
- Panta Rhei - Amstelveen
- Christelijke Scholengemeenschap Buitenveldert - Amsterdam
- Hervormd Lyceum West - Amsterdam
- Hervormd Lyceum Zuid - Amsterdam
- VeenLanden College - Vinkeveen / Mijdrecht

## Mensen van het Hermann Wesselink College

### Bekende oud-leerlingen
- Arend Jan Boekestijn (1959), geschiedkundige en politicus
- Jack Plooij (1961), tv-presentator en tandarts
- Marjolijn Touw (1962), musicalster
- Angela Schijf (1979), actrice
- Stacey Rookhuizen (1986), tv-bekendheid en ondernemer
- Anna Nooshin (1986), modeblogger en ondernemer
- Robbert Schilder (1986), voetballer
- Billy Bakker (1988), hockeyer
- Camilla Dreef (1989), bioloog, onderzoekster, vogelaar, tv-presentatrice, schrijfster en ambassadeur voor Vogelbescherming Nederland
- Pascalle Tang (1993), voetbalster

### Bekende (oud-)leraren
- Joop van der Schee (1951), hoogleraar onderwijsgeografie

### Lijst van rectoren
- 1963-1971: Hermann Wesselink
- 1971-1989: Roel Huizenga
- 1989-2015: Ton Liefaard
- 2015-heden: Bert Kozijn